# Hellín (Madrid)
Hellín és un barri de Madrid integrat en el districte de San Blas-Canillejas. Té una superfície de 54,90 hectàrees i una població de 9.737 habitants (2009).
Limita al nord i est amb Simancas, al sud amb Arcos i Amposta, a l'est amb Rosas.
Està delimitat al sud pels carrers Alberique i Arcos de Jalón, al nord i oest per l'Avinguda d'Arcentales, i a l'est per l'Avinguda de Canillejas a Vicálvaro.